# Lester Young
Lester Willis Young, genannt „Prez“ oder „Pres“ (* 27. August 1909 in Woodville, Mississippi; † 15. März 1959 in New York City), war ein US-amerikanischer Tenorsaxophonist und Klarinettist. Lester Young war einer der den Jazz prägendsten Saxophonisten. Seine Spielweise markiert die Phase des Übergangs vom Swing zum Bebop. Charakteristisch waren – ganz im Gegensatz zum kraftvollen Sound von Coleman Hawkins – sein schlanker, heller Ton und sein elegantes Spiel. Einen hörbaren Einfluss auf das Spiel von Lester Young hatte Frankie Trumbauer. Gemeinsam mit dem Gitarristen Charlie Christian und dem Bassisten Jimmy Blanton war er eine der Schlüsselfiguren des Jazz in den frühen 1940er Jahren.
Darüber hinaus prägte Young auch den Umgang mit Harmonien und Rhythmen im Jazz. Seine harmonischen Substitutionen und seine Vorliebe für ungewöhnliche Akkordfolgen waren wegweisend für die Entwicklung des modernen Jazz.

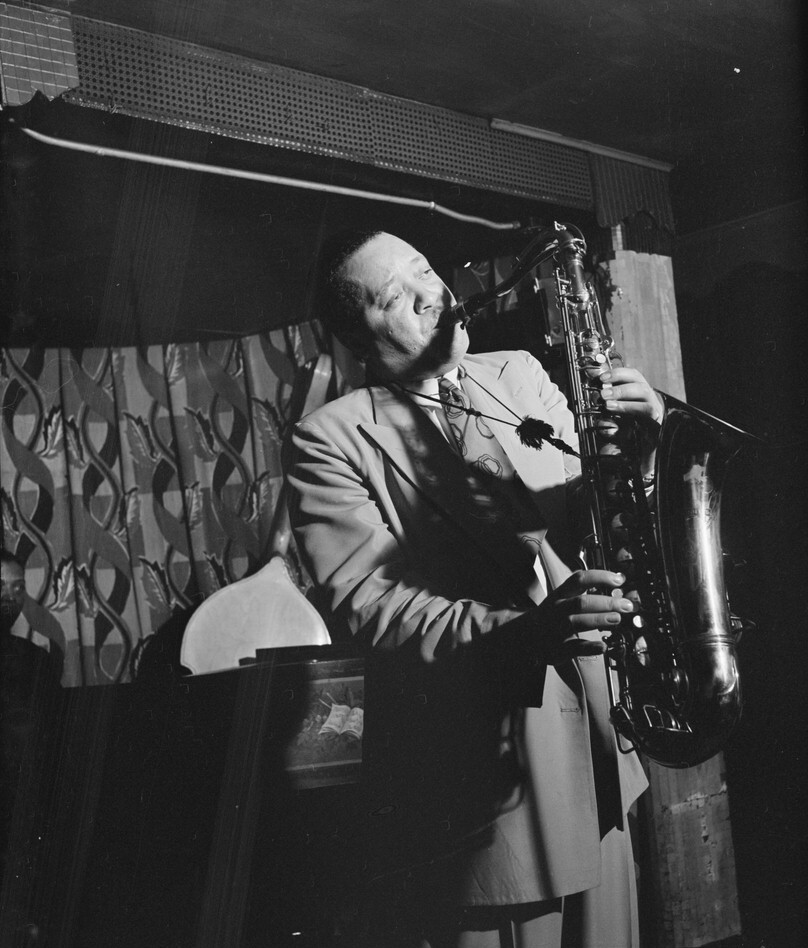
Lester Young, Auftritt im New Yorker Famous Door, ca. September 1946. Fotografie von William P. Gottlieb.

## Leben

### Die frühen Jahre 1909–1934
Sein Vater Willis Handy Young war ein umherziehender Musiker und Musiklehrer, der am Tuskegee Institut studiert hatte und der mit Karnevals- und Minstrel Shows ständig auf Tournee war. Seine Mutter war eine Schullehrerin kreolischen Ursprungs.
Lester Young erzählte: „Mein Vater war ein Karnevalsmusiker. Er konnte alle Instrumente spielen, obgleich er die Trompete am liebsten mochte. Er gab auch Gesangsunterricht und reiste unentwegt durch die Lande, und gab immer weiter Musikunterricht, bis er in den vierziger Jahren starb.“
Lester war noch ein Kind, als seine Familie nach New Orleans zog, nach Algiers auf die andere Seite des Mississippi. Er wuchs mit der Jazzmusik von New Orleans auf und verteilte Handzettel, in denen die Bands ihre Auftritte ankündigten. Als Kind sah er seinen Vater selten, aber als er zehn war, kehrte der Vater zurück und nahm ihn, seine Schwester Irma und seinen Bruder Lee in strengen Unterricht, mit der Absicht, eine Familienband zu gründen. Um dieselbe Zeit ließen sich die Eltern scheiden. Lester spielte zunächst Schlagzeug, dann übte er Violine, eine Weile Trompete, dann Altsaxophon.
Als Lester Young ungefähr elf Jahre alt war, zog die Familienband der Youngs zunächst nach Memphis, ließ sich aber bald in Minneapolis nieder und tourte während der (schulfreien) Karnevalszeit durch Minnesota, Dakota und Kansas, mit Lester als Schlagzeuger und Plakatträger für die Minstrel-Shows.
Mit 18 Jahren Ende 1927 verließ er nach einer der häufigen Streitereien mit dem Vater die Familienband, als diese in Texas tourte, und trat einer Gruppe namens Art Bronson’s Bostonians bei, in der er meist Bariton- und Altsaxophon spielte, aber auch schon zum Tenorsaxophon wechselte, da der Tenorist der Band nicht sehr gut war. 1929 verließ er die Bostonians, spielte kurz wieder mit der Familienband in New Mexico und trat im September 1930 Walter Pages Blue Devils bei, mit denen er einige raue Zeiten erlebte.
„Wir, die ‚Blue Devils‘, wurden wirklich ausgequetscht“, erzählte er Leonard Feather, „und sollten vor drei Leuten spielen. Einmal wurden uns alle Instrumente abgenommen, und sie brachten uns zu den Eisenbahnschienen und sagten, wir sollten uns aus der Stadt machen …“
1931 arbeitete Lester Young nach diesem Erlebnis als „freelance“ in der Gegend um Minneapolis, wo er im Nest Club spielte (unter Eddie Barefield u. a.). Im Frühjahr 1932 ging er mit den Thirteen Original Blue Devils auf Tour nach Oklahoma City, wo er Charlie Christian kennenlernte, und spielte mit der Band bis Mitte 1933.
In Minneapolis hörte Young zum ersten Mal Count Basies Band: „Ich pflegte die Basie Band die ganze Zeit im Radio zu hören und fand, dass sie einen Tenoristen brauchen konnten. Sie spielten in Kansas City im ‚Reno Club‘. Es war verrückt, die ganze Band ging ab, bis auf den Tenor Spieler. Ich überlegte mir, dass es so nicht weitergehen konnte. Also schickte ich Basie ein Telegramm. Er hatte mich schon vorher gehört. Wir beide pendelten regelmäßig zwischen Minneapolis und Kansas City hin und her.“
Benny Carter erinnerte sich an Young in Minneapolis: „Als ich 1932 auf Tour mit den McKinney’s Cotton Pickers war, waren wir in Minneapolis und jemand erzählte uns von einem wunderbaren Altsaxophonspieler in einem Club im Ort. Ich ging hin, um ‚Prez‘ zu hören, und war völlig hingerissen. Das war das größte Ding, was ich je gehört hatte.“
Lester Young hatte sich alle Frank Trumbauer und Bix Beiderbecke-Platten gekauft („Frank war mein Idol!“). Er mochte den Klang von Trumbauers C-Melody-Saxophon und seine Art der Annäherung an die Melodie, was ihn in der Ausbildung seiner eigenen Spielweise beeinflusste. Durch Bud Freemans einzigartige Phrasierung und Timbre wurde er schließlich auf das Tenorsaxophon gebracht.
Inzwischen war Coleman Hawkins der „König“ auf dem Tenorsaxophon, und nachdem Lester Young zum Tenor gewechselt hatte, entwickelte er auf seinem Hauptinstrument einen Coleman entgegengesetzten Stil, weniger kühn hervortretend und extrovertiert als der des fünf Jahre älteren Hawkins. Young war inzwischen nach Auflösung der Original Blue Devils Mitte 1933 nach Kansas City gezogen, wo er mit der Bennie Moten-George E. Lee Band, Clarence Love und King Oliver spielte. Aufmerksamkeit erregte er in Jamsessions Dezember 1933, in denen es zu einem musikalischen Wettstreit mit Coleman Hawkins von der Fletcher Henderson Band kam. Nach einem ersten kurzen Engagement im Count Basie and His Cherry Blossom Orchestra 1934, nachdem er aus Motens Orchester kam und seinen Platz mit Herschel Evans tauschte, der von Basie zu Moten ging, verließ er die Gruppe im März, um Hawkins vorübergehend in der Fletcher Henderson Band zu ersetzen. Sein zu Hawkins gänzlich unterschiedlicher Stil stieß aber bei den Bandmitgliedern auf wenig Gegenliebe und er verließ die Band nach wenigen Monaten.

### Die Basie Band 1934–1940
Schon bald ging Lester Young nach Kansas City zurück (als Teil der Band von Andy Kirk), versehen mit einem Brief von Fletcher Henderson, in dem dieser versichert, ihn nicht gefeuert zu haben. 1935 arbeitet er auf „freelance“ (freischaffender) Basis in Kansas City und Minnesota (u. a. in den Bands von Boyd Atkins und Rook Ganz). 1936 war er wieder Mitglied der Count Basie Band; der Plattenproduzent John Hammond hörte ihn und machte mit Lester am 9. Oktober 1936 seine erste Platte; vier Stücke, in Chicago mitgeschnitten, als sie ein Engagement im „Grand Terrace“ hatten, mit Basie, dem Trompeter Carl „Tatti“ Smith, der Rhythmusgruppe aus Walter Page und Jo Jones, sowie dem Sänger Jimmy Rushing. Als die Platten bei Vocalion Records unter dem Namen Jones-Smith Inc. erschienen, wurde klar, dass es sich um eine neue Art von Musik handelte. „Ökonomisch, weniger ist mehr“, schrieb Gunther Schuller sehr viel später. Insbesondere Oh, Lady Be Good! machte ihn unter Musikern bekannt.
Drei Monate später nahm das ganze Count Basie Orchestra in New York City seine erste Session (dokumentiert auf The Original American Decca Recordings), und schnell erfuhr die damalige Jazzszene, dass es eine neue Art und Weise des Saxophonspiels gab.
Dexter Gordon beschreibt diesen Moment: „Hawkins hatte wirklich alles Mögliche getan und war ein Meister auf seinem Horn, aber als Prez erschien, hörten wir nur noch ihn. Prez hatte einen völlig anderen Klang, einen, auf den wir alle gewartet hatten; der erste, der wirklich eine Geschichte auf dem Tenor erzählte.“
Die Ankunft von Lester Young in der Basie Band 1936 ging zeitlich einher mit einer fünfjährigen Abwesenheit von Coleman Hawkins, der in Europa war. Ein gewichtiger Faktor dafür, dass Lester für seine innovativen Experimente mehr Zuspruch bekam, als es möglich gewesen wäre, wenn Hawkins noch die ganze Aufmerksamkeit der amerikanischen Jazzszene auf sich gezogen hätte.
Nun erlebte er die fruchtbarste und glücklichste Zeit seiner Karriere. In den so genannten „Tenor Battles“ lieferte sich Lester Young musikalische Schlachten mit seinem Bandkollegen Herschel Evans, der in der Hawkins-Tradition stand und den Basie effektvoll Young gegenüberstellte. Als Evans 1939 plötzlich starb, übernahm Lester dessen musikalische Rolle in der Band. Dessen Tod erschütterte ihn so sehr, dass er stark zu trinken anfing.
Jo Jones erinnert sich: „Damals hatte Lester größten Respekt und Bewunderung für Herschel Evans; als er starb, war es gerade so, als würden Zwillinge sterben. Er wollte seinen Mantel nehmen und den Sitz verlassen, aber die Jungs brachten ihn zurück.“
Auch seine Aufnahmen mit kleinen Gruppen wie den Kansas City Six/Five (Lester leaps in 1939) und insbesondere mit der Sängerin Billie Holiday machten ihn bekannt. Seinen Spitznamen „Prez“ (oder „Pres“), gemeint ist „the president“, hatte er von Billie Holiday oder „Lady Day“, wie er sie titulierte. Seit sie 1937 gemeinsame Plattenaufnahmen gemacht hatten, bestand eine enge Freundschaft zwischen beiden, die trotz längerer Zeiten, in denen sie sich nicht sahen, bis zu Youngs Tod 1959 anhielt. Ein Zeichen seines wachsenden Ruhms zeigte die Teilnahme an den Carnegie Hall Konzerten Benny Goodmans 1938.

### Die Kriegszeit

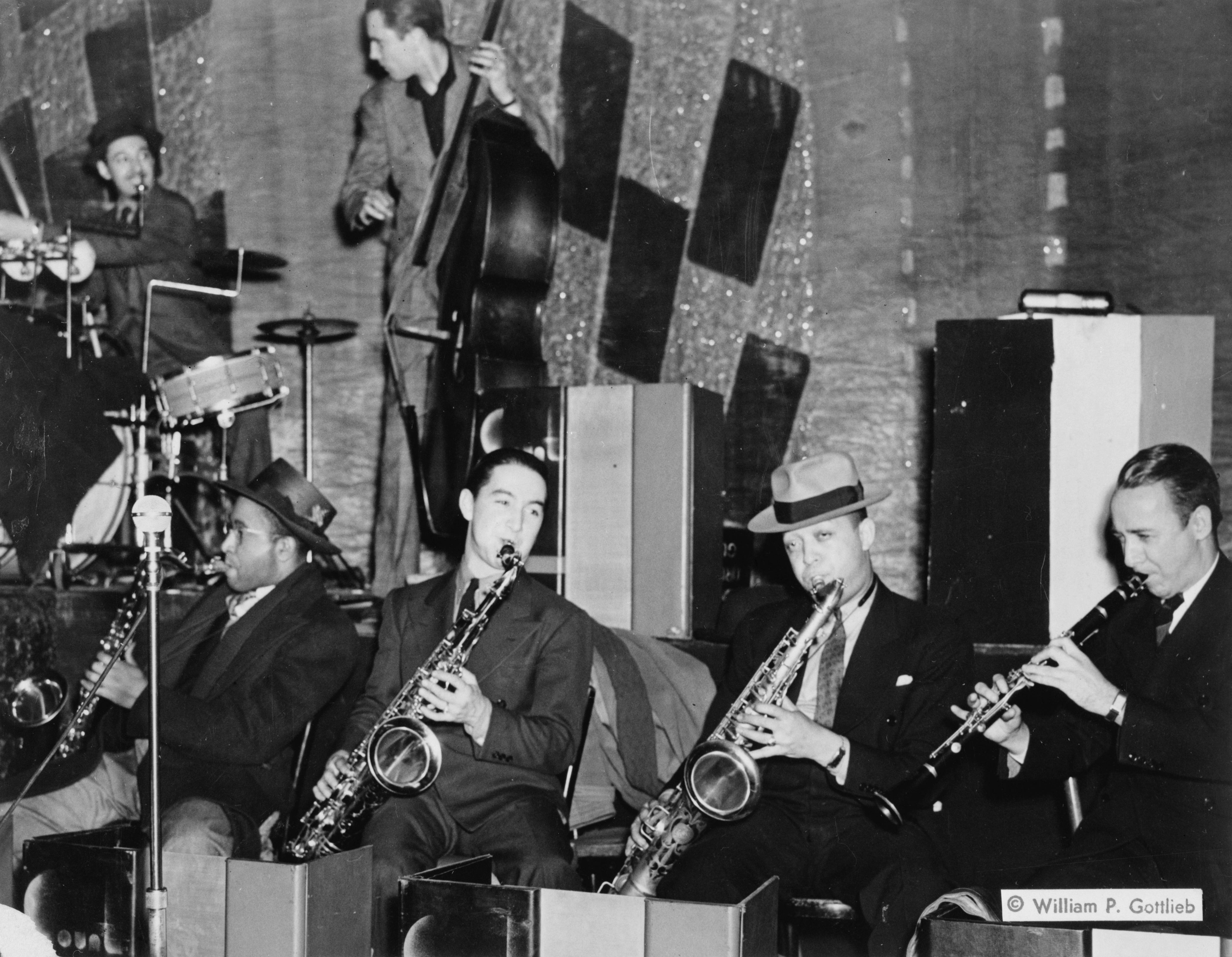
Lester Young (zweiter von rechts) mit Ray Bauduc, Herschel Evans, Bob Haggart, Eddie Miller, Matty Matlock, Howard Theatre, Washington, D.C., ca. 1941.
Fotografie von William P. Gottlieb.

1940 verließ Lester Young die Basie Band. Sein Bruch mit Count Basie liegt in seiner komplexen Persönlichkeit begründet: Er weigerte sich, an einem Freitag, den 13. an einer Aufnahmesitzung mitzuwirken. Danach leitete er Anfang 1941 eine kurzlebige Gruppe im Jazzclub Kelly’s Stable auf der New Yorker 52nd Street. Im Mai 1941 trat er mit seinem Bruder, dem Schlagzeuger Lee Young, in ein Sextett ein, mit dem er in Los Angeles und im September 1942 im Club Café Society in New York spielte. Trotz all der Bewunderung und der Publicity, die ihm entgegenschlug, gelang es ihm nicht eine Band über einen längeren Zeitraum zu halten; er war einfach nicht der geborene Bandleader. Die Partnerschaft mit seinem Bruder endete 1943 und Lester fand sich – welche Ironie – als Sideman in einer Band wieder, die von dem fähigen, aber nicht bedeutenden Tenorsaxophonisten Al Sears geleitet wurde.
Im Dezember 1943 stieg er so abrupt, wie er ausgestiegen war, wieder in die Count Basie Band ein. Dieses zweite Mal war ihre Zusammenarbeit zwar nicht so spektakulär wie von 1936 bis 1940, hielt aber während des „recording ban“ 1942/44 an; daher gibt es keine offiziellen Plattenaufnahmen aus dieser Zeit. 1944 gewann er das erste Mal die Down Beat Polls als bester Tenorsaxophonist und gelang mit „Sometimes I'm Happy“ auf #5 der „Harlem Hit Parade“.
Ein halbes Jahr später – Lester Young hatte die Basie Band 1944 wieder verlassen – wurde er in die U.S. Army eingezogen. Nach den Aufnahmen zum Musikkurzfilm Jammin’ the Blues wurde er buchstäblich von der Bühne geholt (er hatte mehrere Einberufungsbescheide ignoriert) und eingezogen, wie auch gleichzeitig der Schlagzeuger der Band Jo Jones. Im Gegensatz zu vielen berühmten anderen Jazzmusikern (insbesondere weißer Hautfarbe) ließ man ihn nicht in einer Army-Band mitspielen – eine Strafe dafür, dass ihn erst das FBI an seine Dienstpflicht in Kriegszeiten erinnern musste. Stattdessen diente er als gewöhnlicher Infanterist und wurde in Fort McClelland (Alabama) zu Hilfsdiensten in einem Armeehospital herangezogen. Der sensible Young konnte sich nur schwer an das Armeeleben gewöhnen – schon den obligatorischen Kurzhaarschnitt fand er entwürdigend. Wegen eines Drogendeliktes (man fand bei ihm Marihuana) und eines rassistischen Zwischenfalls mit einem Major (der bei der Durchsuchung seines Spinds ein Bild von Lester Youngs Verlobten, einer Weißen, fand) wurde er vom Kriegsgericht zu fünf Jahren Gefängnis verurteilt, was schließlich in ein Jahr im Armeelager Fort Gordon in Georgia umgewandelt wurde. Ein Armeepsychiater diagnostizierte ihn als „konstitutionellen Psychopathen“, da Young nichts Schlimmes an dem Konsum von Marihuana fand, der damals bei Musikern aus New Orleans weit verbreitet war. Die Bedingungen im Straflager waren hart, allerdings „durfte“ er sonntags vor Offizieren spielen. Diese Erlebnisse haben Lester Young, der ein feinsinniges fast kindliches Gemüt besaß und sich nie in den bürgerlichen Normen zurechtfand, erheblich traumatisiert. Sein Aufenthalt im Straflager der Armee gab Anlass zu seiner Komposition D. B. Blues (D. B. für „detention barracks“).
Als Lester Young nach seiner unehrenhaften Entlassung gegen Ende des Jahres 1945 wieder auf die Jazzszene der New Yorker 52nd Street zurückkehrte, fand er die Jazzwelt mitten in einem Umbruch: Der Bebop war angesagt, und eine neue Generation von jungen Tenorsaxophonisten hörte seine Platten und begann, seine musikalischen Ideen zu absorbieren. Für seine Bewunderer und Imitatoren fand Lester Young wenig Zeit: Er bevorzugte den Mainstream Jazz und hörte privat Easy-Listening-Musik von Frank Sinatra oder Dick Haymes. Young hatte zunächst große Probleme, sich musikalisch und persönlich im zivilen Leben zurechtzufinden.

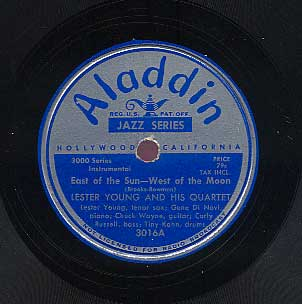
Lester Young: East of the Sun (and West of the Moon), 78er der „Aladdin“-Session mit Gene DiNovi, Chuck Wayne, Curly Russell und Tiny Kahn vom 29. Dezember 1947

### Die „Aladdin“-Sessions 1945–1947
Kurz nach seiner Rückkehr auf die Jazzszene ging Lester Young nach Südkalifornien, wo er mit Ed Mesner, Inhaber des kleinen Musiklabels Philo Records – später Aladdin Records – einen Plattenvertrag abschloss. Die von Leonard Feather produzierten „Aladdin“-Sessions (1975 veröffentlicht von Blue Note unter dem Titel The Complete Aladdin Recordings of Lester Young) von Juli 1945 bis Dezember 1947 zählen zu den bedeutendsten Aufnahmen, die Lester Young nach seiner Zeit in der Basie Band aufgenommen hat. In dieser Periode teilte Lester seine Zeit auf in seine Auftritte bei den Jazz At The Philharmonic-Konzerten von Norman Granz, mit dem er lange in Verbindung bleiben sollte (Granz nahm Lester für Mercury Records und seine eigenen Jazzlabel Clef und Norgran, später Verve Records auf) und Nachtclubauftritte und Aufnahmen mit seinen eigenen Bands, zu denen der junge Bebop-Pianist Argonne Thornton (alias Sadik Hakim), die Bassisten Red Callender und Curly Russell, die Gitarristen Fred Lacey, Chuck Wayne, Nasir Bakaraat und die Schlagzeuger Henry Tucker und Roy Haynes gehören sollten. Im Dezember 1945 nahm er für Aladdin Records auch Platten mit der Sängerin Helen Humes auf, die Granz produzierte.
Die erste „Aladdin“-Session fand im Dezember 1945 mit einem alten Kollegen aus der Basie Band statt, mit dem Posaunisten Vic Dickenson, der 1940 bis 1941 bei Basie war, und einem jungen Bebop-Pianisten namens Dodo Marmarosa. In dieser Zeit entstanden in kleiner Besetzung „Glanzlichter des Jazz“, wie die Titel These Foolish Things, It’s Only A Paper Moon, Lover Come Back to Me, She’s Funny That Way oder You’re Driving Me Crazy. Nach den „Aladdin“-Sessions 1947 begann der gesundheitliche und künstlerische Abstieg von Lester Young.

### Der Abstieg

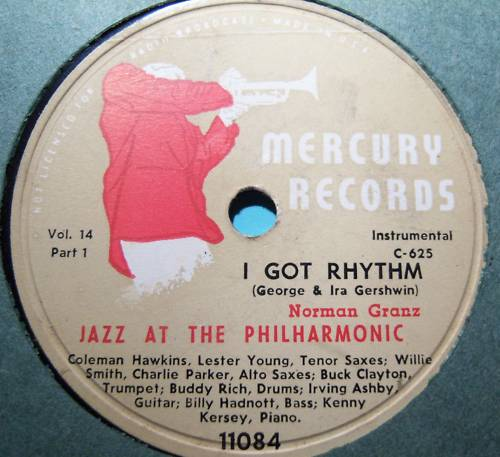
Young, Charlie Parker und Coleman Hawkins auf der Mercury-78er „I Got Rhythm“ vom JATP-Konzert im April 1946

Lester Young war mit Jazz at the Philharmonic jeweils im Frühjahr 1952 und 1953 in Europa. Schon seit 1946 hatte er mit Norman Granz auf dessen Clef und Norgran-Label, später auf Verve Records Plattenaufnahmen gemacht. Bis 1958 nahm Norman Granz den Tenoristen auf, unter anderem mit den Trompetern Roy Eldridge und Harry Sweets Edison, den Pianisten Nat King Cole, John Lewis, Teddy Wilson, Hank Jones und Oscar Peterson, dem Gitarristen Freddie Green, Barney Kessel, dem Bassisten John Ore, Ray Brown, den Schlagzeugern Buddy Rich, Jo Jones und J. C. Heard. Es entstanden in dieser Zeit – stilistisch dem Mainstream Jazz zuzuordnen – noch eine Reihe von Glanzlichtern, so Stücke wie Up ’n’ Adam (1950, mit Nat Cole), Undercover Girl Blues (1951, mit John Lewis), Gigantic Blues (1956, mit Vic Dickenson und Roy Eldridge) und Prez’ Return (1956, mit Teddy Wilson) sowie 1952 das Norgran-Album Lester Young with the Oscar Peterson Trio.

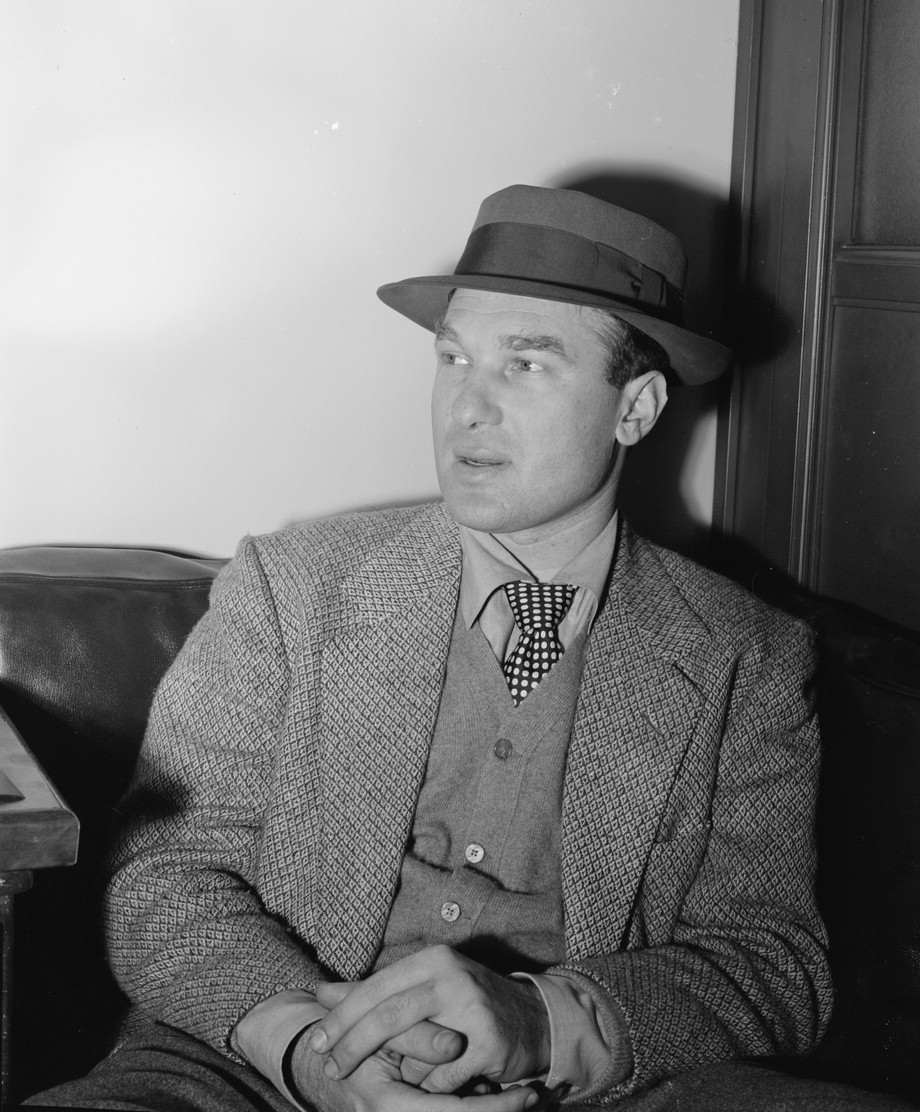
Norman Granz 1947.
Fotografie von William P. Gottlieb.

Insgesamt waren die Sessions für Norman Granz nur noch ein schwacher Abglanz des großen alten „Präsidenten“. Aber oft funkelte es noch in ihnen, und man spürte noch immer etwas vom Genie dieses großen Musikers – etwa auf der Verve-Platte The Jazz Giants ’56 mit Teddy Wilson, Roy Eldridge, Vic Dickenson und anderen großen Swingmusikern. Neben diesen erfolgreich verlaufenden Sessions kam es aber auch zu katastrophalen Situationen, als ein völlig alkoholisierter Lester Young Auftritte platzen ließ, zusammenbrach oder zumindest musikalisch enttäuschte.
Ein längerer Krankenhausaufenthalt ab November 1955 brachte nur eine vorübergehende Besserung seines zerrütteten gesundheitlichen Zustands. Die letzten Verve-Sessions für Granz geben davon ein Zeugnis ab: Die Doppelsession vom 7. und 8. Februar fand kurz nach seinem Aufenthalt im New Yorker Kings County Hospital statt. Ihm, dem 49-Jährigen, wurde gesagt, wenn er nicht sofort mit dem Trinken aufhöre, wäre er bald tot, dennoch hörte er nicht auf. Hinzu kam eine mangelnde Widerstandskraft aufgrund einer Unterernährung. Es schmerzt, die meisten Aufnahmen dieser Session anzuhören, aber der eröffnende Klarinetten-Chorus auf They Can’t Take That Away from Me ist das letzte großartige Dokument seiner Aufnahmekarriere: „Vorsichtig, tastend, unerhört sich windend.“ 1957 spielte er noch einmal mit dem Count Basie Orchester auf dem Newport Jazz Festival; im Dezember begleitete er noch einmal Billie Holiday bei der Fernsehaufzeichnung von Fine and Mellow.
Währenddessen war auch seine dritte Ehe in die Brüche gegangen. Seine Probleme waren für jeden offensichtlich. Er wohnte ab Frühjahr 1958 nicht mehr in seinem Haus, sondern im Hotel Alvin direkt gegenüber dem Musikertreffpunkt Birdland (an der Ecke der 52. Straße und des Broadway), wo sich eine Frau um ihn kümmerte. Er zeigte zwar Zeichen von Erholung und spielte im Juli in Newport mit Jack Teagarden, hatte aber immer wieder Rückfälle. Meist war er in seinem Hotelzimmer, wo er bis zu drei Flaschen Gin am Tag trank und mit Vorliebe Sinatra-Platten hörte. Bisweilen war nicht zu übersehen, wie betrunken er in einem Stuhl gegenüber dem Club saß und sich vorstellte Saxophon zu spielen.
Schließlich besuchte er – u. a. mit den Birdland All Stars – 1959 Paris und hatte im Blue Note-Club einen katastrophalen Auftritt. Ben Benjamin, der Chef des Clubs berichtet: „Lester war sehr krank, als er für mich spielte. Er war fast apathisch. Er wollte nach Hause fahren, weil er, wie er sagte, mit den französischen Ärzten nicht sprechen konnte. Er hatte ein Magengeschwür und ich glaube, er trank etwas zuviel …“
Lester Young kehrte völlig erschöpft nach New York zurück. Kurze Zeit später entdeckte ihn eine Freundin in seinem Hotelzimmer im Koma. Er starb an Herzversagen, letztlich aber an den Folgen seiner Alkohol- und Drogenabhängigkeit und den verschiedenen Krankheiten, die in den Jahren zuvor seine Gesundheit untergraben hatten. „Prez“ erlitt das Schicksal anderer großer Jazzmusiker wie Charlie Parker oder Billie Holiday, die wenig später nach ihm starb; sie erlitt bei Erhalt der Nachricht von Youngs Tod einen Zusammenbruch. Auf der Fahrt zur Beerdigung äußerte sie zu Leonard Feather, dass sie wahrscheinlich die nächste sei.
Lester Youngs Grabstätte befindet sich auf dem Evergreen Cemetery (Pine Plains, New York).

## Persönlichkeit

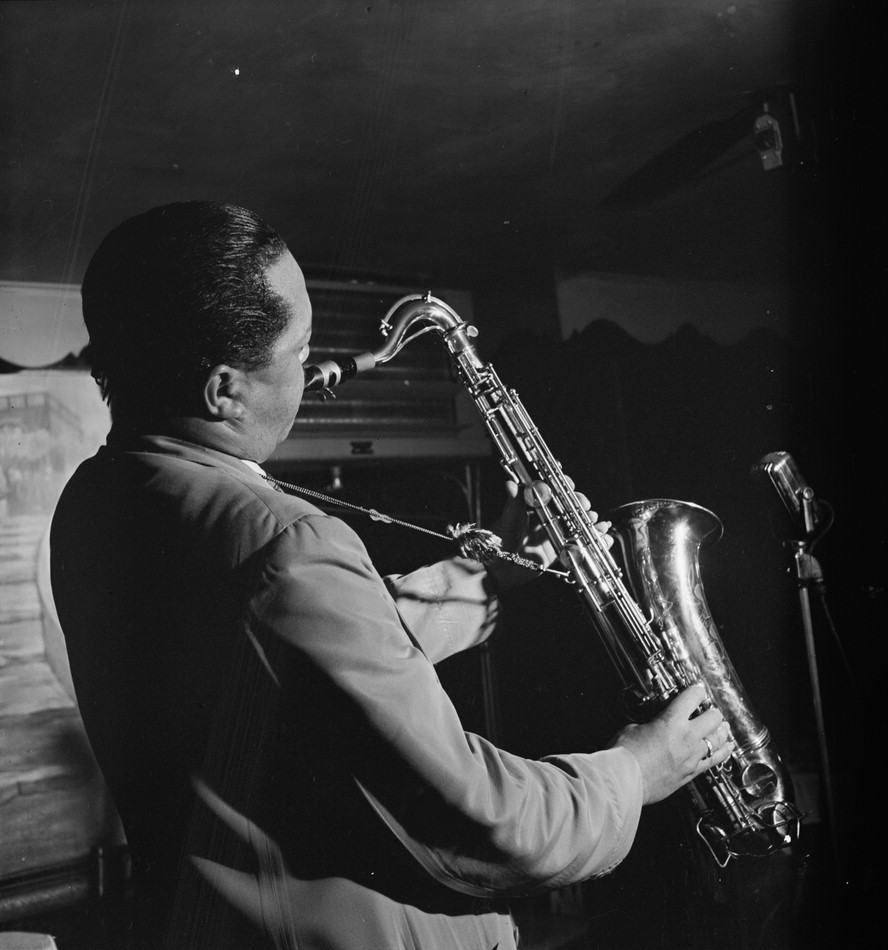
Lester Young, Auftritt im New Yorker Famous Door, ca. September 1946. Fotografie von William P. Gottlieb.

Leonard Feather beschreibt Lester Youngs Persönlichkeit in einer Anekdote, die ihm von einem früheren Mitspieler Youngs erzählt wurde: „Ich schenkte ihm einmal ein Paar Schuhe, und eines Tages kam ich rein und fand sie in seinem Papierkorb. Dann erst begriff ich, dass es welche mit harten Sohlen waren, und er pflegte immer nur Mokassins oder Slipper zu tragen.“ Diese Geschichte zeigt, was das Wesen von Lester Young als Mensch und als Musiker ausmachte. Er war grundsätzlich freundlich, blieb aber dennoch einsam; einer, der sich in dieser Welt von „one night stands“, Hotelzimmern, Agenten, Saufgelagen in schäbigen Clubs und der Rassentrennung und Diskriminierung nicht zurechtfand, was einen schrecklichen Höhepunkt in seinen Erlebnissen während der Armeezeit fand.
Ein Agent sagte von ihm: „Lester hat die Sensibilität eines Charles Baudelaire oder James Joyce. Er lebt in einer eigenen Welt, und was außerhalb dieser Welt ist, ist Prez’ Überzeugung nach nicht auf der Welt. Aber: diese seine eigene Welt ist eine wunderbare Welt, die mild und freundlich und lieblich ist“. Der Schlagzeuger Jo Jones meinte: „Alles was irgend ein menschliches Wesen verletzt, verletzt ihn“.

## Nähe zu Sprache und Gesang
Lester Young prägte den Satz: „Ein Musiker sollte den Text der Musik kennen, die er spielt.“ Lester Young versucht, wenn er über eine Melodie improvisiert, den Text dieser Melodie unmittelbar und ohne Worte an den Hörer heranzutragen. „Den größten Teil meiner Zeit verbringe ich, indem ich Schallplatten mit Sängern höre und die Texte der verschiedenen Songs zu lernen versuche“, meinte Lester Young. Young hielt die Kenntnis der Song-Texte für unabdingbar, „um nicht einfach über die Changes zu dudeln“, wie er am Spiel seiner Zeitgenossen zu bemängeln hatte.
Der Schlüssel zu Lester Youngs melodisch souverän über Takt- und Formperioden hinweg schwingenden Improvisationen liegt eben gerade in seiner Persönlichkeit und ihrer erklärten Nähe zu Sprache und Gesang.

## Kompositionen
Lester Youngs Kompositionen sind meist Varianten, die auf den in den 1930er Jahren populären Standards des Great American Songbooks oder auf lang etablierten Akkordfolgen basieren, wie der D. B. Blues ein Blues im 12-12-8-12-Format, der auf I Got Rhythm beruht. Lester Blows Again nutzt die damals oft verwendeten harmonischen Grundlagen von Honeysuckle Rose.
Wichtige Kompositionen sind Easy Does It, Movin’ With Lester, Lester Blows Again, Lester Leaps In, Lester Smooths Out, Up’N’Adam, Neenah, Undercover Girl Blues, Lester Swings, Ad Lib Blues (Young/Oscar Peterson), Waldorf Blues, Jumpin’ with Symphony Sid, Rocka-Bye-Basie (mit Shad Collins, Count Basie), Taxi War Dance und Tickle Toe.

## Stimmen seiner Kollegen
„Wenn man sich vollends darüber klar geworden ist, dass Lester Youngs Originalität unerschöpflich ist, dann hat man begriffen, weshalb er eine Klasse für sich ist. Nie schleicht sich ein Fehler ein; man erlebt einen überragenden Solisten, dem niemals die Ideen ausgehen, der niemals einem anderen etwas klaut: eine absolut eigenständige Person.“

„Ich weiß noch, wie Lester schon damals in Kansas City im Subway Club kühle Klänge auf seinem Tenor blies. Das war ein ganz kleiner Laden […]. Als ich Lester zum ersten Mal hörte, war ich überrascht. Er brauchte mehrere Chorusse, um in Fahrt kommen, aber dann, Menschenskind, was für ein Horn!“

„Ich habe eine Zeit lang in der Basie Band gesungen, und Lester wohnte bei meiner Mutter und mir zu Hause. Ich gab ihm den Namen ‚President‘, er nannte mich ‚Lady‘, und meiner Mutter gab er den Namen ‚Duchess‘. Wir waren die königliche Familie Harlems. Pres und Herschel Evans dachten immer nur daran, wie einer den anderen übertrumpfen könnte. Man fand sie im Orchesterzimmer, wie sie an ihren Blättchen herumschnitzten, es immer wieder mit neuen und anderen versuchten und alles nur Denkbare taten, um den anderen zu überrunden. Einmal fragte Herschel Lester: ‚Mensch, warum spielst du nicht Alt? Du hast einen Ton, der ist für’n Alt geschaffen!‘ Lester tippte sich an die Stirn: ‚Hier oben passieren die Sachen, mein Lieber‘, sagte er zu Herschel, ‚die meisten von euch sind primitive Burschen. Bloß Bauch und sonst nichts.‘“

„Jeder, der ein Instrument spielt, drückt das aus, was er denkt. Lester spielte einen Haufen musikalischer Phrasen, die in Wirklichkeit Worte waren. Er konnte buchstäblich auf seinem Horn sprechen. Das ist seine Art von Gespräch. In 85 Prozent der Fälle kann ich sagen, worüber er spricht. Ich könnte seine Gedanken auf Papier schreiben – auf Grund dessen, was ich aus seinem Horn höre. Benny Goodman machte sogar ein Musikstück aus einer Phrase, die Lester gespielt hat: ‚Ich brauche etwas Geld‘.“

„Es war einfach diese absolut großartige Musik, die er machte. Es war nicht, dass es ihm besonders gut gegangen wäre, sondern er war völlig daneben. Wir dachten uns nichts dabei. Wir ließen ihn da einfach abseits auf einer Bank sitzen. ...es war auch nicht einmal sehr traurig. Ich erinnere mich nicht, dass irgend wer gesagt hätte:‚Ich glaube, er stirbt bald‘. Daran dachten wir nicht.“

## Einfluss auf den Jazz
Der Jazz-Historiker Marshall Stearns markierte seine historische wie seine künstlerische Position; er nannte ihn den „Cezanne des Jazz“: Wie Paul Cézanne die moderne Kunst vorbereitete, so bereitete Lester Young den modernen Jazz vor.
Joachim-Ernst Berendt schreibt zum Einfluss Lester Youngs: „Der Klang des modernen Jazz ist – um ein Wort des Arrangeurs Bill Russo zu gebrauchen, ‚tenorisiert‘. Der Mann, der ihn tenorisiert hat, ist Lester Young“. So war auch der Klang des Miles Davis Capitol Orchesters 1948–50 eine „Orchestrierung“ des Tenorsaxophonspiels von Lester Young. Nach Berendt waren alle wichtigen Tenorsaxophonisten der 1950er Jahre, selbst Alt- und Baritonsaxophonisten, Trompeter, Posaunisten, Pianisten des Cool Jazz von Lester Young beeinflusst.
Ekkehard Jost geht der Frage nach, was all die Musiker so sehr an der Spielweise Lester Youngs faszinierte. Als indirekte Erklärung führt er ein Zitat von John Hammond an: „Benny Goodman sagte mir einmal eine interessante Sache über Lester. Er sagte, Lester wäre die einzige Person, die jemals einen reinen Klang auf dem Tenor erreichte. Benny war stets der Meinung, dass Ben Webster und Coleman Hawkins und die anderen zu hart zupackten und einen Sound hätten, der kein ‚natürlicher‘ Tenorsound war.“
Youngs Spiel beeinflusste Paul Quinichette so stark, dass er Vice President genannt wurde. Kurz bevor Lester Young starb, komponierte Charles Mingus als Reverenz an ihn das Stück Goodbye Pork Pie Hat (auf Mingus Ah Um, 1959). Der Titel spielt auf den für Young typischen flachen Hut an. In dem französischen Spielfilm Um Mitternacht (Round Midnight) von Bertrand Tavernier basiert die erfundene Figur des „Dale Turner“ (im Film gespielt von Dexter Gordon) in Teilen auf den Erfahrungen Lester Youngs in Paris und in New York nach seiner Rückkehr kurz vor seinem Tod.
Lee Konitz sagte über ihn: „Und dann der Sound von Lester Young auf den alten Basie-Platten! Richtig schöner Tenorsaxophonklang, reiner Klang. Darauf kommt es an. Auch beim Alt; reiner Klang. Wieviel Leute hat er beeinflusst, wie viele Leben! Denn er ist entschieden der Ausgangspunkt all der Dinge, die dann geschahen. Und sein rhythmisches Konzept! Komplex bei aller Einfachheit! Wie soll ich das analysieren? Sollen wir dem Kind einen Namen geben? Dann lasst uns ‚polyrhythmisch‘ sagen“.

## Ehrungen
1959 wurde Lester Young posthum in die American Jazz Hall of Fame gewählt. In einer Umfrage Leonard Feathers unter 101 führenden Musikern 1956 nach ihrem „all time favourite“ wurde mit absoluter Mehrheit – noch vor Hawkins und Stan Getz – Lester Young genannt.

## Aufnahmen

### Diskografie (Auswahl)
- Count Basie: The Original American Decca Recordings (1937–1939), Decca/MCA/GRP
- Kansas City Six: The Kansas City Sessions (1936–1938), Commodore
- Billie Holiday: The Quintessential Billie Holiday, Vol. 3 (1936–37), Vol. 4 (1937), Vol. 5 (1937–38), Vol. 9 (1940–42), Columbia
- The Savory Collection 1935–1940 (Mosaic Records, Livemitschnitte des Basie-Orchesters aus den Jahren 1938–40)[20]
- Nat King Cole: 1941–1943, Classics
- Billie Holiday: Lady In Autumn (1946–59), Verve
- Lester Young: The Complete Savoy Recordings (Savoy Records, 1944–52)
- The Complete Aladdin Recordings of Lester Young (Oktober 1945 – Dezember 1947), Blue Note Re-Issue Series
- Bird and Pres - The '46 Concerts Jazz at the Philharmonic (Januar/April 1946)
- Jazz At The Philharmonic (ab 1946), Clef/Verve
von Norman Granz produzierte Liveaufnahmen in wechselnder Besetzung.
- Lester Young: Prez’s Hat, Vol. 1 – Vol. 5, (1938–1955), Philology
Allein Prez’s Hat, Vol.1 enthält u. a. den einzigen Live-Mitschnitt aus dem legendären Pariser „Blue Note“ (There Will Never Be Another You) sowie eine Live-Aufnahme von This Is Always / I Cover the Waterfront mit einer Piano-Einleitung von Hank Jones.
- Lester Young: The Complete Verve Studio Sessions (1946–1958), Verve
Enthält die gesamten von Norman Granz auf Mercury, Clef, Norgran und Verve Records produzierten Aufnahmen.
- Lester Young And The Piano Giants (1946–1956), Verve
mit Harry „Sweets“ Edison, Roy Eldridge, Vic Dickenson, Nat King Cole, Hank Jones, John Lewis, Teddy Wilson, Freddie Green, Ray Brown, Jo Jones, Buddy Rich
- Lester Young Trio (1943, 1946), Verve
mit Dexter Gordon, Harry „Sweets“ Edison, Red Callender, Buddy Rich
- Boston 1950 (Uptown, ed. 2013)
- Lester Young with the Oscar Peterson Trio (Norgran/Verve) (auch unter: The President Plays With The Oscar Peterson Trio, 1952 (Verve))
Musiker: Lester Young (ts), Oscar Peterson (p), Barney Kessel (g), Ray Brown (b), J. C. Heard (dr)
- Pres An Sweets (1955), Verve, mit Harry „Sweets“ Edison, Oscar Peterson, Herb Ellis, Ray Brown, Buddy Rich
- Pres and Teddy (1956), Verve
mit Teddy Wilson, Gene Ramey, Jo Jones
- Lester Young in Washington, D.C. (1956), OJC mit Bill Potts, Norman Williams, Jim Lucht
- Laughin’ to Keep from Cryin’ (Verve, 1958) mit Sweets Edison, Roy Eldridge, Hank Jones, Herb Ellis, George Duvivier, Mickey Sheene

## Kompilationen (Auswahl)
- Classic Columbia, Okeh and Columbia Lester Young with Count Basie (1939–1940). Mosaic, 2008, 4 CDs[21] – mit Carl Smith tp, Walter Page, Jo Jones, Jimmy Rushing, Buck Clayton, Shad Collins, Dan Minor tb, Freddie Green, Harry Sweets Edison, Ed Lewis, Benny Morton, Dicky Wells, Earle Warren, Buddy Tate, Jack Washington bs, Helen Humes, Lee Castle tp, Glenn Hardman organ, Al Killian, Vic Dickenson, Tab Smith, Benny Goodman, Charlie Christian
- Classic 1936-1947 Count Basie and Lester Young Studio Sessions (Mosaic, ed. 2016)[22]

### Film- und Fernsehaufnahmen
Der 10-minütige Kurzfilm von Gjön Mili Jammin’ the Blues von 1944 (bei dem Norman Granz als Berater wirkte) zeigt Lester Young in einer Jam-Session mit Illinois Jacquet, Sweets Edison, Marie Bryant, Barney Kessel, Red Callender, Sid Catlett, Jo Jones.
1950 zeigten Granz und Mili den Musiker in Improvisation.
Seine einzige Vokal-Aufnahme fand im Rahmen der Jazz at the Philharmonic-Konzerte am 28. November 1952 statt (It takes two to Tango), wurde aber erst in den 1980ern veröffentlicht. Granz wollte ursprünglich, dass Young damit im Konzert auftrat. Young wollte sie aber nicht veröffentlicht wissen und ließ deshalb während der Aufnahme einige vulgäre Phrasen fallen.
Bei dem Auftritt für die CBS-TV-Reihe The Sound Of Jazz von Billie Holiday mit dem Stück Fine and Mellow am 8. Dezember 1957 wird die Sängerin von Lester Young, Gerry Mulligan, Doc Cheatham, Ben Webster, Mal Waldron Milt Hinton. Osie Johnson und Danny Barker begleitet. Beeindruckend ist der kurze Ausschnitt, als Lady Day während des Solos von Lester Young in sich hineinlächelt.